# Free Market Environmentalism
 (janvier 2024).
Free Market Environmentalism est un livre de Terry L. Anderson (en) et Donald R. Leal qui a eu une grande importance pour le mouvement environnementaliste du libre marché.

## Résumé
Le livre se concentre sur une méthode de protection de l'environnement avec une intervention bureaucratique minimale. Anderson et Leal soutiennent que les marchés libres rendent l’environnement plus propre depuis des siècles et que les innovations privées, telles que la consommation énergétique des voitures, sont plus efficaces que l’intervention gouvernementale. Le livre contient un certain nombre d'études de cas dans lesquelles des jurys reconnaissent qu'une entreprise porte préjudice à un individu et accordent des réparations appropriées. L’argument central est que les droits de propriété, qui sont résolus par un transfert direct de paiements entre les parties, sont plus efficaces en tant que forme de protection de l’environnement que l’intervention gouvernementale par le biais des impôts.

## Réception
Le livre se veut un traité idéologique et un appel à l’action, plutôt qu’une étude empirique. Glenn Fox de l'American Journal of Agricultural Economics a loué le livre pour sa lisibilité et a décrit sa liste de références comme « l'une des offres les plus complètes actuellement disponibles dans ce domaine ».
John A. Douglass de Forest & Conservation History indique que le livre présente la possibilité de remplacer les compétitions à somme nulle entre l'industrie et les défenseurs de l'environnement par des marchés qui permettraient des accords mutuellement acceptables. Cependant, il a critiqué le livre comme disposant d'une évaluation trop étroite des valeurs environnementales et des diverses options politiques, et précise que ce dernier ne traite pas soigneusement les faits historiques.
L'économiste David Pearce, dans le The Economic Journal, critique le livre pour ne pas avoir présenté un argument convaincant en faveur des permis négociables, dans la mesure où seul un exemple significatif de leur application à la qualité de l'eau, et qui n'a pas été très réussi, est cité. Pearce critique le livre car ce dernier n'explique jamais comment les règles de responsabilité fonctionneraient lorsque les polluants sont omniprésents et synergiques.